# Marcel Séguier
Marcel Séguier est un romancier et essayiste franco-suisse, né à Montpellier le 27 juin 1929 et mort le 6 juin 2017 au Crès. 

## Œuvres
Marcel Séguier a publié une dizaine de romans ; il est l'auteur d'un essai, Le Juif de l'Écriture, et a dirigé le numéro de la revue Entretiens consacré à Claude Simon en 1972.

### Romans
- 1967 : Su casa, Éditions Denoël  (ISBN 9782207205259)
- 1969 : La Halte, Éditions Denoël  (ISBN 9782207205266)
- 1974 : La Reddition, Éditions Fayard  (ISBN 9782213001364)
- 1978 : Malédiction, Éditions Flammarion  (ISBN 9782080640802)
- 1985 : L'Annonce riveraine, Éditions Grasset  (ISBN 9782246356011)
- 2003 : La ville infidèle[3], Éditions de Paris  (ISBN 9782846210393)
- 2014 : Le vent les a ôtés[4], Éditions La Compagnie Littéraire
- 2016 : Dans la vallée du Sennaar, Éditions La Compagnie Littéraire  (ISBN 9782876835115)
- 2017 : Pérégrinations (et géographies) outrancières, Éditions La Compagnie Littéraire

### Essais
- 1985 : Le Juif de l'écriture, Éditions du Rocher  (ISBN 9782268003290)